# Pot de Plom

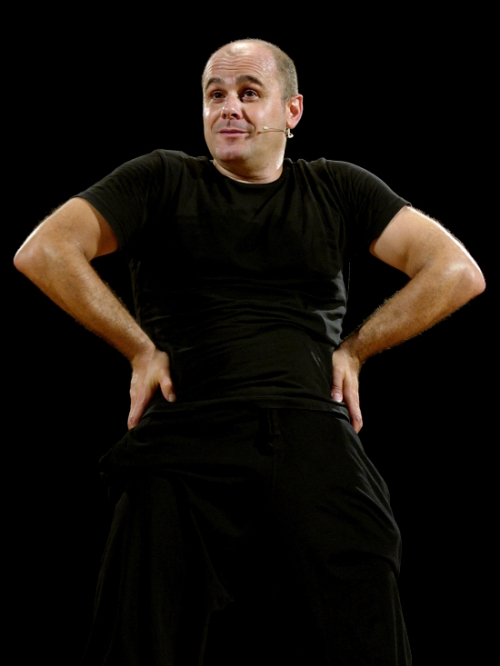
Xavi Castillo, realitzant un espectacle de Pot de Plom.

Pot de Plom és una companyia teatral nascuda a Alcoi en 1992, any en què comença a oferir espectacles amb certa continuïtat, si bé anteriorment ja n'hi havien presentat alguns. El seu fundador i principal actor és Xavi Castillo, si bé no és l'únic. Varen ser els responsables de la sèrie emesa i produïda per RTVV Historietes Medievals basada en l'obra homònima.
Els seus espectacles solen ser de caràcter humorístic, sovint monòlegs, on s'analitza la realitat de manera satírica. Açò ha portat a aquesta companyia alguns problemes amb autoritats locals i autonòmiques, vinculades al Partit Popular (PP).

## Obres[calcitació]
- Pànic al centenari
- Jordiet contraataca
- The Best of Jordiet
- La Vengansa
- Historietes medievals
- L'estrany viatge
- El Chou
- Con la Iglesia hemos topao! (L'heretge de Xàtiva i altres històries)
- Xonan el guerrer
- Canvi Climàtic Circus
- Històries de Reis i Bufons
- Esclafamuntanyes
- Hamlet? Això ho pague jo
- València Zombi
- Verihueu-ho Show
- El Mono